# Campionati europei a squadre di atletica leggera 2013
I IV Campionati europei a squadre di atletica leggera si sono tenuti a Gateshead, in Inghilterra, nel Regno Unito, dal 22 al 23 giugno 2013. La competizione è stata vinta dalla Russia, al secondo posto si è classificata la Germania, mentre al terzo posto è giunta la Gran Bretagna. Sono state retrocesse in First League la Bielorussia (10ª), la Grecia (11ª) e la Norvegia (12ª), mentre la Repubblica Ceca, la Svezia ed i Paesi Bassi sono stati promosse in Super League.

## Sedi
| Divisione     | Date              | Città           | Nazione     |
| ------------- | ----------------- | --------------- | ----------- |
| Super League  | 22-23 giugno 2013 | Gateshead       | Regno Unito |
| First League  | 22-23 giugno 2013 | Dublino         | Irlanda     |
| Second League | 22-23 giugno 2013 | Kaunas          | Lituania    |
| Third League  | 22-23 giugno 2013 | Banská Bystrica | Slovacchia  |

## Super League

### Classifica
| Pos. | Nazione       | Punti | Note                       |
| ---- | ------------- | ----- | -------------------------- |
| 1    | Russia        | 354,5 | Oro                        |
| 2    | Germania      | 347,5 | Argento                    |
| 3    | Gran Bretagna | 338   | Bronzo                     |
| 4    | Francia       | 310,5 |                            |
| 5    | Polonia       | 305,5 |                            |
| 6    | Ucraina       | 291,5 |                            |
| 7    | Italia        | 260,5 |                            |
| 8    | Spagna        | 251   |                            |
| 9    | Turchia       | 197,5 |                            |
| 10   | Bielorussia   | 155,5 | Retrocesse in First League |
| 11   | Grecia        | 152   | Retrocesse in First League |
| 12   | Norvegia      | 137   | Retrocesse in First League |

### Tabella punti
| Specialità             | Specialità | BLR   | FRA   | DEU   | GBR | GRC | ITA   | NOR | POL   | RUS   | ESP | TUR   | UKR   |
| ---------------------- | ---------- | ----- | ----- | ----- | --- | --- | ----- | --- | ----- | ----- | --- | ----- | ----- |
| 100 metri              | Uomini     | 1     | 12    | 9     | 7   | 3   | 6     | 11  | 10    | 8     | 4   | 5     | 2     |
| 100 metri              | Donne      | 5     | 11    | 10    | 8   | 1   | 2     | 6   | 7     | 9     | 3   | 4     | 12    |
| 200 metri              | Uomini     | 4     | 12    | 5     | 9   | 6   | 8     | 11  | 0     | 3     | 7   | 2     | 10    |
| 200 metri              | Donne      | 3     | 11    | 6     | 10  | 0   | 9     | 2   | 7,5   | 5     | 7,5 | 4     | 12    |
| 400 metri              | Uomini     | 0     | 3     | 10    | 11  | 6   | 8     | 2   | 9     | 12    | 4,5 | 7     | 4,5   |
| 400 metri              | Donne      | 4     | 10    | 5     | 12  | 1   | 9     | 3   | 6     | 11    | 8   | 2     | 7     |
| 800 metri              | Uomini     | 6     | 9     | 7     | 10  | 2   | 8     | 3   | 12    | 1     | 5   | 11    | 4     |
| 800 metri              | Donne      | 9     | 7     | 5     | 12  | 2   | 6     | 4   | 8     | 11    | 1   | 3     | 10    |
| 1.500 metri            | Uomini     | 1     | 4     | 9     | 11  | 5   | 3     | 2   | 10    | 7     | 8   | 12    | 6     |
| 1.500 metri            | Donne      | 4     | 3     | 6     | 8   | 2   | 9     | 1   | 10    | 12    | 11  | 5     | 7     |
| 3.000 metri            | Uomini     | 3     | 12    | 8     | 6   | 1   | 4     | 2   | 7     | 10    | 5   | 11    | 9     |
| 3.000 metri            | Donne      | 2     | 6     | 9     | 11  | 3   | 7     | 1   | 8     | 12    | 10  | 5     | 4     |
| 5.000 metri            | Uomini     | 3     | 11    | 7     | 12  | 1   | 6     | 2   | 8     | 4     | 5   | 10    | 9     |
| 5.000 metri            | Donne      | 1     | 7     | 10    | 11  | 2   | 8     | 5   | 6     | 12    | 9   | 4     | 3     |
| 3.000 metri siepi      | Uomini     | 4     | 10    | 8     | 2   | 1   | 6     | 3   | 5     | 9     | 11  | 12    | 7     |
| 3.000 metri siepi      | Donne      | 6     | 5     | 10    | 8   | 4   | 3     | 1   | 2     | 12    | 9   | 7     | 11    |
| 110/100 metri ostacoli | Uomini     | 5     | 11    | 6     | 8   | 9   | 7     | 3   | 10    | 12    | 4   | 1     | 2     |
| 110/100 metri ostacoli | Donne      | 7     | 9     | 6     | 12  | 3   | 8     | 5   | 2     | 11    | 4   | 1     | 10    |
| 400 metri ostacoli     | Uomini     | 2     | 10    | 12    | 11  | 4   | 8     | 9   | 7     | 5     | 6   | 1     | 3     |
| 400 metri ostacoli     | Donne      | 1     | 7     | 5     | 12  | 2   | 9     | 3   | 6     | 10    | 4   | 8     | 11    |
| Staffetta 4×100 metri  | Uomini     | 0     | 9     | 11    | 12  | 3   | 8     | 0   | 10    | 6     | 5   | 4     | 7     |
| Staffetta 4×100 metri  | Donne      | 5     | 9     | 11    | 8   | 2   | 6     | 1   | 7     | 10    | 4   | 3     | 12    |
| Staffetta 4×400 metri  | Uomini     | 1     | 8     | 9     | 12  | 4   | 7     | 2   | 10    | 11    | 6   | 3     | 5     |
| Staffetta 4×400 metri  | Donne      | 6     | 10    | 7     | 12  | 0   | 5     | 0   | 8     | 11    | 3   | 4     | 9     |
| Salto in alto          | Uomini     | 3,5   | 11    | 8     | 10  | 5   | 9     | 2   | 6     | 7     | 3,5 | 1     | 12    |
| Salto in alto          | Donne      | 3     | 2     | 7,5   | 4   | 6   | 10,5  | 5   | 10,5  | 12    | 9   | 7,5   | 1     |
| Salto con l'asta       | Uomini     | 0     | 12    | 10    | 4   | 7   | 11    | 3   | 9     | 5,5   | 5,5 | 0     | 8     |
| Salto con l'asta       | Donne      | 0     | 8,5   | 12    | 0   | 0   | 7     | 4   | 10    | 11    | 8.5 | 5     | 6     |
| Salto in lungo         | Uomini     | 1     | 6     | 9     | 10  | 11  | 3     | 4   | 5     | 12    | 8   | 2     | 7     |
| Salto in lungo         | Donne      | 1     | 12    | 8     | 10  | 9   | 7     | 4   | 6     | 11    | 5   | 2     | 3     |
| Salto triplo           | Uomini     | 4     | 11    | 2     | 10  | 9   | 7     | 1   | 6     | 12    | 5   | 3     | 8     |
| Salto triplo           | Donne      | 5     | 4     | 8     | 9   | 7   | 10    | 1   | 6     | 11    | 3   | 2     | 12    |
| Getto del peso         | Uomini     | 7     | 5     | 12    | 4   | 6   | 2     | 1   | 11    | 10    | 9   | 8     | 3     |
| Getto del peso         | Donne      | 7     | 5     | 12    | 6   | 2   | 9     | 1   | 3     | 4     | 8   | 10    | 11    |
| Lancio del disco       | Uomini     | 5     | 1     | 12    | 8   | 3   | 6     | 7   | 9     | 2     | 11  | 10    | 4     |
| Lancio del disco       | Donne      | 6     | 12    | 11    | 7   | 3   | 4     | 2   | 10    | 8     | 5   | 1     | 9     |
| Lancio del martello    | Uomini     | 7     | 9     | 11    | 2   | 1   | 6     | 5   | 12    | 8     | 4   | 10    | 3     |
| Lancio del martello    | Donne      | 9     | 0     | 12    | 10  | 4   | 6     | 3   | 11    | 5     | 7   | 2     | 8     |
| Lancio del giavellotto | Uomini     | 7     | 1     | 11    | 5   | 6   | 2     | 9   | 8     | 12    | 4   | 3     | 10    |
| Lancio del giavellotto | Donne      | 7     | 5     | 12    | 4   | 6   | 1     | 3   | 8     | 9     | 11  | 2     | 10    |
| Paese                  | Paese      | BLR   | FRA   | DEU   | GBR | GRC | ITA   | NOR | POL   | RUS   | ESP | TUR   | UKR   |
| Totale                 | Totale     | 155,5 | 310,5 | 347,5 | 338 | 152 | 260,5 | 137 | 305,5 | 354,5 | 251 | 197,5 | 291,5 |

### Risultati

#### Uomini
| Specialità | Oro                                                                            | Prestazione | Argento                                                               | Prestazione | Bronzo                                                                   | Prestazione |
| Corse piane |                                                                                |             |                                                                       |             |                                                                          |             |
| 100 metri | Jimmy Vicaut Francia                                                           | 10"28       | Jaysuma Saidy Ndure Norvegia                                          | 10"37       | Kamil Kryński Polonia                                                    | 10"40       |
| 200 metri | Christophe Lemaitre Francia                                                    | 20"27       | Jaysuma Saidy Ndure Norvegia                                          | 20"47       | Serhij Smelyk Ucraina                                                    | 20"62       |
| 400 metri | Vladimir Krasnov Russia                                                        | 45"69       | Nigel Levine Gran Bretagna                                            | 45"88       | David Gollnow Germania                                                   | 45"90       |
| 800 metri | Adam Kszczot Polonia                                                           | 1'47"27     | İlham Tanui Özbilen Turchia                                           | 1'47"39     | Andrew Osagie Gran Bretagna                                              | 1'47"41     |
| 1.500 metri | İlham Tanui Özbilen Turchia                                                    | 3'38"57     | Charlie Grice Gran Bretagna                                           | 3'39"76     | Marcin Lewandowski Polonia                                               | 3'39"82     |
| 3.000 metri | Bouabdellah Tahri Francia                                                      | 8'05"31     | Halil Akkaş Turchia                                                   | 8'05"50     | Valentin Smirnov Russia                                                  | 8'05"77     |
| 5.000 metri | Mo Farah Gran Bretagna                                                         | 14'10"00    | Bouabdellah Tahri Francia                                             | 14'12"91    | Kemal Koyuncu Turchia                                                    | 14'14"18    |
| Corse a ostacoli |                                                                                |             |                                                                       |             |                                                                          |             |
| 3000 metri siepi | Tarık Langat Akdağ Turchia                                                     | 8'36"25     | Abdelaziz Merzougui Spagna                                            | 8'37"22     | Yoann Kowal Francia                                                      | 8'38"76     |
| 110 metri ostacoli | Sergej Šubenkov Russia                                                         | 13"19       | Pascal Martinot-Lagarde Francia                                       | 13"28       | Artur Noga Polonia                                                       | 13"33       |
| 400 metri ostacoli | Silvio Schirrmeister Germania                                                  | 49"15       | Dai Greene Gran Bretagna                                              | 49"39       | Mickaël François Francia                                                 | 49"79       |
| Staffette |                                                                                |             |                                                                       |             |                                                                          |             |
| Staffetta 4x100 m | Gran Bretagna Adam Gemili Harry Aikines-Aryeetey James Ellington James Dasaolu | 38"39       | Germania Roy Schmidt Sven Knipphals Julian Reus Martin Keller         | 38"69       | Polonia Artur Zaczek Grzegorz Zimniewicz Karol Zalewski Kamil Kryński    | 38"71       |
| Staffetta 4x400 m | Gran Bretagna Michael Bingham Conrad Williams Rhys Williams Richard Buck       | 3'05"37     | Russia Aleksej Kenig Radel Kašefrazov Dmitrij Burjak Vladimir Krasnov | 3'06"09     | Polonia Marcin Marciniszyn Rafał Omelko Michał Pietrzak Kacper Kozłowski | 3'06"18     |
| Salti |                                                                                |             |                                                                       |             |                                                                          |             |
| Salto in alto | Bohdan Bondarenko Ucraina                                                      | 2,28 m      | Mickaël Hanany Francia                                                | 2,28 m      | Tom Parsons Gran Bretagna                                                | 2,24 m      |
| Salto con l'asta | Renaud Lavillenie Francia                                                      | 5,77 m      | Giuseppe Gibilisco Italia                                             | 5,60 m      | Björn Otto Germania                                                      | 5,50 m      |
| Salto in lungo | Aleksandr Men'kov Russia                                                       | 8,36 m      | Loúis Tsátoumas Grecia                                                | 8,12 m      | Greg Rutherford Gran Bretagna                                            | 8,02 m      |
| Salto triplo | Aleksej Fëdorov Russia                                                         | 16,70 m     | Teddy Tamgho Francia                                                  | 16,62 m     | Nathan Douglas Gran Bretagna                                             | 16,45 m     |
| Lanci |                                                                                |             |                                                                       |             |                                                                          |             |
| Getto del peso | David Storl Germania                                                           | 20,47 m     | Tomasz Majewski Polonia                                               | 20,29 m     | Aleksandr Lesnoj Russia                                                  | 20,27 m     |
| Lancio del disco | Robert Harting Germania                                                        | 64,25 m     | Mario Pestano Spagna                                                  | 61,34 m     | Ercüment Olgundeniz Turchia                                              | 61,32 m     |
| Lancio del martello | Paweł Fajdek Polonia                                                           | 77,00 m     | Markus Esser Germania                                                 | 76,32 m     | Eşref Apak Turchia                                                       | 76,29 m     |
| Lancio del giavellotto | Dmitrij Tarabin Russia                                                         | 85,99 m     | Thomas Röhler Germania                                                | 83,31 m     | Roman Avramenko Ucraina                                                  | 81,74 m     |
| miglior prestazione mondiale under 20; miglior prestazione mondiale stagionale under 20; record europeo; miglior prestazione europea stagionale; record europeo under 20; record europeo stagionale under 20; record dei campionati; record nazionale; record nazionale under 20; record nazionale under 18; record personale; record personale stagionale. |                                                                                |             |                                                                       |             |                                                                          |             |

#### Donne
| Specialità | Oro                                                                            | Prestazione | Argento                                                                   | Prestazione | Bronzo                                                                 | Prestazione                        |
| Corse piane |                                                                                |             |                                                                           |             |                                                                        |                                    |
| 100 metri | Olesja Povch Ucraina                                                           | 11"51       | Myriam Soumaré Francia                                                    | 11"66       | Tatjana Pinto Germania                                                 | 11"72                              |
| 200 metri | Marija Rjemjen' Ucraina                                                        | 22"80       | Myriam Soumaré Francia                                                    | 23"05       | Anyika Onuora Gran Bretagna                                            | 23"12                              |
| 400 metri | Perri Shakes-Drayton Gran Bretagna                                             | 50"50       | Ksenija Zadorina Russia                                                   | 51"07       | Marie Gayot Francia                                                    | 51"54                              |
| 800 metri | Jessica Judd Gran Bretagna                                                     | 2'00"82     | Ekaterina Šarmina Russia                                                  | 2'00"86     | Ol'ha Ljachova Ucraina                                                 | 2'02"30                            |
| 1.500 metri | Ekaterina Šarmina Russia                                                       | 4'08"86     | Isabel Macías Spagna                                                      | 4'09"95     | Renata Pliś Polonia                                                    | 4'10"73                            |
| 3.000 metri | Elena Korobkina Russia                                                         | 9'01"45     | Laura Weightman Gran Bretagna                                             | 9'03"11     | Iris Fuentes-Pila Spagna                                               | 9'03"20                            |
| 5.000 metri | Ol'ga Golovkina Russia                                                         | 15'32"45    | Emelia Gorecka Gran Bretagna                                              | 15'40"52    | Sabrina Mockenhaupt Germania                                           | 15'40"94                           |
| Corse a ostacoli |                                                                                |             |                                                                           |             |                                                                        |                                    |
| 3000 metri siepi | Natalija Aristarchova Russia                                                   | 9'30"64     | Valentyna Žudina Ucraina                                                  | 9'34"90     | Antje Möldner-Schmidt Germania                                         | 9'35"67                            |
| 100 metri ostacoli | Tiffany Porter Gran Bretagna                                                   | 12"62       | Tat'jana Dektjarëva Russia                                                | 12"88       | Hanna Ploticyna Ucraina                                                | 12"91                              |
| 400 metri ostacoli | Eilidh Child Gran Bretagna                                                     | 54"42       | Hanna Jaroščuk Ucraina                                                    | 55"27       | Vera Rudakova Russia                                                   | 56"20                              |
| Staffette |                                                                                |             |                                                                           |             |                                                                        |                                    |
| Staffetta 4x100 m | Ucraina Olesja Povch Viktorija P"jatačenko Marija Rjemjen' Natalija Pohrebnjak | 42"62       | Germania Yasmin Kwadwo Inna Weit Tatjana Pinto Verena Sailer              | 43"15       | Russia Julija Kacura Julija Kašina Elizaveta Savlinis Ekaterina Kuzina | 43"23                              |
| Staffetta 4x400 m | Gran Bretagna Eilidh Child Shana Cox Meghan Beesley Christine Ohuruogu         | 3'28"60     | Russia Ksenija Gusarova Julija Terechova Tat'jana Firova Ksenija Zadorina | 3'29"46     | Francia Marie Gayot Lenora Guion-Firmin Phara Anacharsis Floria Guei   | 3'29"55                            |
| Salti |                                                                                |             |                                                                           |             |                                                                        |                                    |
| Salto in alto | Marija Kučina Russia                                                           | 1,98 m      | Alessia Trost ItaliaKamila Stepaniuk Polonia                              | 1,92 m      | Non assegnata per ex aequo argento                                     | Non assegnata per ex aequo argento |
| Salto con l'asta | Silke Spiegelburg Germania                                                     | 4,60 m      | Anželika Sidorova Russia                                                  | 4,55 m      | Anna Rogowska Polonia                                                  | 4,40 m                             |
| Salto in lungo | Éloyse Lesueur Francia                                                         | 6,44 m      | Dar'ja Klišina Russia                                                     | 6,43 m      | Shara Proctor Gran Bretagna                                            | 6,43 m                             |
| Salto triplo | Ol'ha Saladucha Ucraina                                                        | 14,49 m     | Ekaterina Koneva Russia                                                   | 14,10 m     | Simona La Mantia Italia                                                | 13,99 m                            |
| Lanci |                                                                                |             |                                                                           |             |                                                                        |                                    |
| Getto del peso | Christina Schwanitz Germania                                                   | 19,30 m     | Halyna Obleščuk Ucraina                                                   | 18,05 m     | Emel Dereli Turchia                                                    | 17,50 m                            |
| Lancio del disco | Mélina Robert-Michon Francia                                                   | 63,75 m     | Julia Fischer Germania                                                    | 62,67 m     | Żaneta Glanc Polonia                                                   | 61,70 m                            |
| Lancio del martello | Betty Heidler Germania                                                         | 74,31 m     | Anita Włodarczyk Polonia                                                  | 74,14 m     | Sophie Hitchon Gran Bretagna                                           | 72,97 m                            |
| Lancio del giavellotto | Christina Obergföll Germania                                                   | 62,64 m     | Mercedes Chilla Spagna                                                    | 58,55 m     | Vira Rebryk Ucraina                                                    | 57,92 m                            |
| miglior prestazione mondiale under 20; miglior prestazione mondiale stagionale under 20; record europeo; miglior prestazione europea stagionale; record europeo under 20; record europeo stagionale under 20; record dei campionati; record nazionale; record nazionale under 20; record nazionale under 18; record personale; record personale stagionale. |                                                                                |             |                                                                           |             |                                                                        |                                    |

## First League

### Classifica
| Pos. | Nazione     | Punti | Note                        |
| ---- | ----------- | ----- | --------------------------- |
| 1    | Rep. Ceca   | 351,5 | Promosse in Super League    |
| 2    | Svezia      | 311   | Promosse in Super League    |
| 3    | Paesi Bassi | 299   | Promosse in Super League    |
| 4    | Romania     | 297,5 |                             |
| 5    | Portogallo  | 269   |                             |
| 6    | Finlandia   | 251,5 |                             |
| 7    | Irlanda     | 242   |                             |
| 8    | Belgio      | 236,5 |                             |
| 9    | Ungheria    | 226   |                             |
| 10   | Estonia     | 211   |                             |
| 11   | Bulgaria    | 206   | Retrocesse in Second League |
| 12   | Svizzera    | 206   | Retrocesse in Second League |

### Tabella punti
| Specialità             | Specialità | BEL   | BGR | CZE   | EST | FIN   | HUN | IRL | NLD | PRT  | ROU   | SWE  | CHE |
| ---------------------- | ---------- | ----- | --- | ----- | --- | ----- | --- | --- | --- | ---- | ----- | ---- | --- |
| 100 metri              | Uomini     | 2     | 11  | 9     | 4   | 5     | 1   | 10  | 12  | 7    | 3     | 8    | 6   |
| 100 metri              | Donne      | 2     | 12  | 11    | 1   | 7     | 3   | 8   | 6   | 5    | 9     | 10   | 4   |
| 200 metri              | Uomini     | 11    | 9   | 12    | 2   | 4     | 3   | 5   | 7   | 8    | 1     | 10   | 6   |
| 200 metri              | Donne      | 6     | 11  | 8     | 1   | 9     | 2   | 4   | 5   | 3    | 12    | 10   | 7   |
| 400 metri              | Uomini     | 11    | 2   | 6     | 3   | 5     | 7   | 12  | 9   | 0    | 4     | 10   | 8   |
| 400 metri              | Donne      | 1     | 2   | 12    | 9   | 3     | 5   | 6   | 8   | 7    | 11    | 10   | 4   |
| 800 metri              | Uomini     | 6     | 1   | 9     | 3   | 10    | 12  | 2   | 8   | 4    | 5     | 11   | 7   |
| 800 metri              | Donne      | 1     | 6   | 11    | 5   | 3     | 2   | 8   | 9   | 4    | 12    | 7    | 10  |
| 1.500 metri            | Uomini     | 12    | 3   | 9     | 2   | 5     | 4   | 7   | 6   | 10   | 11    | 8    | 1   |
| 1.500 metri            | Donne      | 5     | 1   | 11    | 6   | 2     | 4   | 7   | 12  | 3    | 10    | 9    | 8   |
| 3.000 metri            | Uomini     | 7     | 4   | 2     | 10  | 12    | 3   | 9   | 11  | 5    | 1     | 8    | 6   |
| 3.000 metri            | Donne      | 11    | 3   | 7     | 1   | 5     | 6   | 9   | 12  | 8    | 4     | 10   | 2   |
| 5.000 metri            | Uomini     | 12    | 2   | 7     | 11  | 3     | 4   | 9   | 8   | 5    | 10    | 6    | 1   |
| 5.000 metri            | Donne      | 3     | 4   | 7     | 1   | 6     | 8   | 5   | 12  | 10   | 11    | 2    | 9   |
| 3.000 metri siepi      | Uomini     | 1     | 12  | 5     | 8   | 3     | 6   | 9   | 2   | 11   | 10    | 4    | 7   |
| 3.000 metri siepi      | Donne      | 3     | 11  | 5     | 1   | 12    | 2   | 4   | 10  | 9    | 8     | 7    | 6   |
| 110/100 metri ostacoli | Uomini     | 6     | 3   | 9     | 1   | 4     | 12  | 10  | 11  | 8    | 2     | 7    | 5   |
| 110/100 metri ostacoli | Donne      | 10    | 2   | 11    | 0   | 9     | 3   | 7   | 12  | 8    | 6     | 4    | 5   |
| 400 metri ostacoli     | Uomini     | 7     | 1   | 9     | 12  | 2     | 10  | 8   | 6   | 4    | 3     | 11   | 5   |
| 400 metri ostacoli     | Donne      | 9     | 4   | 12    | 2   | 6     | 3   | 10  | 7   | 5    | 11    | 0    | 8   |
| Staffetta 4×100 metri  | Uomini     | 6     | 2   | 9     | 8   | 4     | 3   | 0   | 12  | 10   | 7     | 11   | 5   |
| Staffetta 4×100 metri  | Donne      | 5     | 3   | 12    | 4   | 0     | 7   | 10  | 0   | 9    | 6     | 8    | 11  |
| Staffetta 4×400 metri  | Uomini     | 11    | 2   | 9     | 4   | 1     | 6   | 12  | 10  | 3    | 7     | 8    | 5   |
| Staffetta 4×400 metri  | Donne      | 8     | 4   | 11    | 5   | 2     | 1   | 10  | 9   | 7    | 12    | 6    | 3   |
| Salto in alto          | Uomini     | 8,5   | 5   | 12    | 6   | 10    | 7   | 3   | 8,5 | 1    | 11    | 3    | 3   |
| Salto in alto          | Donne      | 12    | 9   | 4,5   | 8   | 6,5   | 10  | 1   | 6,5 | 3    | 4,5   | 11   | 2   |
| Salto con l'asta       | Uomini     | 6     | 0   | 12    | 5   | 8     | 4   | 9   | 7   | 10,5 | 0     | 10,5 | 3   |
| Salto con l'asta       | Donne      | 6     | 2   | 12    | 9   | 10    | 5   | 11  | 0   | 7,5  | 3     | 7,5  | 4   |
| Salto in lungo         | Uomini     | 5     | 10  | 7     | 1   | 12    | 3   | 2   | 4   | 9    | 8     | 11   | 6   |
| Salto in lungo         | Donne      | 4     | 2   | 8     | 12  | 7     | 3   | 5   | 1   | 9    | 10    | 11   | 6   |
| Salto triplo           | Uomini     | 2     | 11  | 3     | 6   | 7     | 4   | 1   | 12  | 9    | 8     | 5    | 10  |
| Salto triplo           | Donne      | 1     | 12  | 7     | 6   | 11    | 5   | 2   | 4   | 10   | 9     | 8    | 3   |
| Getto del peso         | Uomini     | 3     | 11  | 12    | 6   | 4     | 8   | 2   | 7   | 10   | 5     | 9    | 1   |
| Getto del peso         | Donne      | 7     | 12  | 8     | 6   | 3     | 10  | 5   | 9   | 1    | 11    | 4    | 2   |
| Lancio del disco       | Uomini     | 6     | 2   | 5     | 11  | 10    | 9   | 1   | 8   | 4    | 12    | 7    | 3   |
| Lancio del disco       | Donne      | 4     | 3   | 7     | 6   | 2     | 11  | 8   | 5   | 9    | 12    | 10   | 1   |
| Lancio del martello    | Uomini     | 2     | 4   | 11    | 7   | 10    | 12  | 3   | 8   | 9    | 5     | 0    | 6   |
| Lancio del martello    | Donne      | 7     | 2   | 10    | 4   | 8     | 12  | 0   | 3   | 6    | 11    | 9    | 5   |
| Lancio del giavellotto | Uomini     | 6     | 3   | 12    | 10  | 9     | 4   | 2   | 7   | 8    | 1     | 11   | 5   |
| Lancio del giavellotto | Donne      | 1     | 3   | 8     | 4   | 12    | 2   | 6   | 5   | 10   | 11    | 9    | 7   |
| Paese                  | Paese      | BEL   | BGR | CZE   | EST | FIN   | HUN | IRL | NLD | PRT  | ROU   | SWE  | CHE |
| Totale                 | Totale     | 236,5 | 206 | 351,5 | 211 | 251,5 | 226 | 242 | 299 | 269  | 297,5 | 311  | 206 |

### Risultati

#### Uomini
| Specialità | Oro                                                                      | Prestazione | Argento                                                                  | Prestazione | Bronzo                                                                       | Prestazione                        |
| Corse piane |                                                                          |             |                                                                          |             |                                                                              |                                    |
| 100 metri | Churandy Martina Paesi Bassi                                             | 10"46       | Denis Dimitrov Bulgaria                                                  | 10"76       | Jason Smyth Irlanda                                                          | 10"78                              |
| 200 metri | Pavel Maslák Rep. Ceca                                                   | 21"20       | Jonathan Borlée Belgio                                                   | 21"31       | Nil de Oliveira Svezia                                                       | 21"31                              |
| 400 metri | Brian Gregan Irlanda                                                     | 46"32       | Seppe Thijs Belgio                                                       | 47"06       | Axel Bergrahm Svezia                                                         | 47"52                              |
| 800 metri | Tamás Kazi Ungheria                                                      | 1'50"96     | Johan Rogestedt Svezia                                                   | 1'51"57     | Tuomo Salonen Finlandia                                                      | 1'51"64                            |
| 1.500 metri | Pieter-Jan Hannes Belgio                                                 | 3'45"05     | Ioan Zaizan Romania                                                      | 3'46"33     | Hélio Gomes Portogallo                                                       | 3'46"96                            |
| 3.000 metri | Niclas Sandells Finlandia                                                | 8'17"78     | Richard Douma Paesi Bassi                                                | 8'18"72     | Tiidrek Nurme Estonia                                                        | 8'19"14                            |
| 5.000 metri | Bashir Abdi Belgio                                                       | 14'52"78    | Tiidrek Nurme Estonia                                                    | 14'53"53    | Nicolae Alexandru Soare Romania                                              | 14'55"92                           |
| Corse a ostacoli |                                                                          |             |                                                                          |             |                                                                              |                                    |
| 3000 metri siepi | Mitko Cenov Bulgaria                                                     | 8'45"12     | Alberto Paulo Portogallo                                                 | 8'53"83     | Alexandru Ghinea Romania                                                     | 8'54"65                            |
| 110 metri ostacoli | Balázs Baji Ungheria                                                     | 13"45       | Gregory Sedoc Paesi Bassi                                                | 13"50       | Ben Reynolds Irlanda                                                         | 13"71                              |
| 400 metri ostacoli | Rasmus Mägi Estonia                                                      | 51"07       | Niclas Åkerström Svezia                                                  | 51"42       | Tibor Koroknai Ungheria                                                      | 51"48                              |
| Staffette |                                                                          |             |                                                                          |             |                                                                              |                                    |
| Staffetta 4x100 m | Paesi Bassi Brian Mariano Churandy Martina Jerrel Ferrer Hensley Paulina | 39"14       | Svezia Alexander Brorsson Nil de Oliveira Johan Wissman Stefan Tärnhuvud | 39"55       | Portogallo Diogo Antunes David Lima Arnaldo Abrantes Ricardo Monteiro        | 39"89                              |
| Staffetta 4x400 m | Irlanda Jason Harvey Dara Kervick Richard Morissey Brian Gregan          | 3'08"12     | Belgio Seppe Thijs Antoine Gillet Arnout Matthys Jonathan Borlée         | 3'10"25     | Paesi Bassi Jürgen Wielart Dennis Spillekom Jesper Arts Lee-Marvin Bonevacia | 3'10"46                            |
| Salti |                                                                          |             |                                                                          |             |                                                                              |                                    |
| Salto in alto | Jaroslav Bába Rep. Ceca                                                  | 2,20 m      | Mihai Donisan Romania                                                    | 2,20 m      | Jussi Viita Finlandia                                                        | 2,15 m                             |
| Salto con l'asta | Jan Kudlička Rep. Ceca                                                   | 5,50 m      | Alhaji Jeng SveziaEdi Maia Portogallo                                    | 5,40 m      | Non assegnata per ex aequo argento                                           | Non assegnata per ex aequo argento |
| Salto in lungo | Eero Haapala Finlandia                                                   | 7,96 m      | Michel Tornéus Svezia                                                    | 7,95 m      | Denis Eradiri Bulgaria                                                       | 7,85 m                             |
| Salto triplo | Fabian Florant Paesi Bassi                                               | 16,49 m     | Zlatozar Atanasov Bulgaria                                               | 16,15 m     | Alexander Hochuli Svizzera                                                   | 15,98 m                            |
| Lanci |                                                                          |             |                                                                          |             |                                                                              |                                    |
| Getto del peso | Ladislav Prášil Rep. Ceca                                                | 20,62 m     | Georgi Ivanov Bulgaria                                                   | 20,53 m     | Marco Fortes Portogallo                                                      | 20,04 m                            |
| Lancio del disco | Sergiu Ursu Romania                                                      | 63,02 m     | Gerd Kanter Estonia                                                      | 61,56 m     | Jouni Waldén Finlandia                                                       | 59,59 m                            |
| Lancio del martello | Krisztián Pars Ungheria                                                  | 76,56 m     | Lukáš Melich Rep. Ceca                                                   | 75,02 m     | Tuomas Seppänen Finlandia                                                    | 68,81 m                            |
| Lancio del giavellotto | Vítězslav Veselý Rep. Ceca                                               | 80,44 m     | Kim Amb Svezia                                                           | 79,44 m     | Risto Mätas Estonia                                                          | 76,49 m                            |
| miglior prestazione mondiale under 20; miglior prestazione mondiale stagionale under 20; record europeo; miglior prestazione europea stagionale; record europeo under 20; record europeo stagionale under 20; record dei campionati; record nazionale; record nazionale under 20; record nazionale under 18; record personale; record personale stagionale. |                                                                          |             |                                                                          |             |                                                                              |                                    |

#### Donne
| Specialità | Oro                                                                           | Prestazione | Argento                                                                 | Prestazione | Bronzo                                                        | Prestazione |
| Corse piane |                                                                               |             |                                                                         |             |                                                               |             |
| 100 metri | Ivet Lalova Bulgaria                                                          | 11"79       | Kateřina Čechová Rep. Ceca                                              | 11"85       | Irene Ekelund Svezia                                          | 11"95       |
| 200 metri | Angela Moroșanu Romania                                                       | 23"48       | Ivet Lalova Bulgaria                                                    | 23"85       | Moa Hjelmer Svezia                                            | 23"88       |
| 400 metri | Zuzana Hejnová Rep. Ceca                                                      | 51"90       | Adelina Pastor Romania                                                  | 52"64       | Moa Hjelmer Svezia                                            | 52"89       |
| 800 metri | Mirela Lavric Romania                                                         | 2'03"44     | Lenka Masná Rep. Ceca                                                   | 2'03"53     | Selina Büchel Svizzera                                        | 2'03"80     |
| 1.500 metri | Maureen Koster Paesi Bassi                                                    | 4'22"66     | Tereza Capková Rep. Ceca                                                | 4'23"15     | Ioana Doaga Romania                                           | 4'25"12     |
| 3.000 metri | Susan Kuijken Paesi Bassi                                                     | 9'07"04     | Almensh Belete Belgio                                                   | 9'11"61     | Charlotta Fougberg Svezia                                     | 9'17"83     |
| 5.000 metri | Jip Vastenburg Paesi Bassi                                                    | 16'12"88    | Roxana Bârca Romania                                                    | 16'13"22    | Dulce Félix Portogallo                                        | 16'15"36    |
| Corse a ostacoli |                                                                               |             |                                                                         |             |                                                               |             |
| 3000 metri siepi | Sandra Eriksson Finlandia                                                     | 9'47"76     | Silvia Danekova Bulgaria                                                | 9'47"96     | Helen Hofstede Paesi Bassi                                    | 9'52"82     |
| 100 metri ostacoli | Rosina Hodde Paesi Bassi                                                      | 13"19       | Lucie Škrobáková Rep. Ceca                                              | 13"24       | Anne Zagré Belgio                                             | 13"33       |
| 400 metri ostacoli | Denisa Rosolová Rep. Ceca                                                     | 55"34       | Angela Morosanu Romania                                                 | 56"67       | Jessie Barr Irlanda                                           | 57"50       |
| Staffette |                                                                               |             |                                                                         |             |                                                               |             |
| Staffetta 4x100 m | Rep. Ceca Iveta Mazáčová Barbora Procházková Petra Urbánková Kateřina Čechová | 44"20       | Svizzera Mujinga Kambundji Fanette Humair Marisa Lavanchy Léa Sprunger  | 44"24       | Irlanda Ailis McSweeney Niamh Whelan Sarah Lavin Phil Healy   | 44"82       |
| Staffetta 4x400 m | Romania Bianca Răzor Mirela Lavric Adelina Pastor Angela Moroşanu             | 3'30"77     | Rep. Ceca Jitka Bartoničková Lenka Masná Denisa Rosolová Zuzana Hejnová | 3'36"95     | Irlanda Sinead Denny Jennifer Carey Shauna Cannon Jessie Barr | 3'38"43     |
| Salti |                                                                               |             |                                                                         |             |                                                               |             |
| Salto in alto | Nafissatou Thiam Belgio                                                       | 1,89 m      | Emma Green Tregaro Svezia                                               | 1,89 m      | Barbara Szabó Ungheria                                        | 1,85 m      |
| Salto con l'asta | Jiřina Svobodová Rep. Ceca                                                    | 4,40 m      | Tori Pena Irlanda                                                       | 4,30 m      | Minna Nikkanen Finlandia                                      | 4,30 m      |
| Salto in lungo | Grit Sadeiko Estonia                                                          | 6,26 m      | Erica Jarder Svezia                                                     | 6,22 m      | Cornelia Deiac Romania                                        | 6,12 m      |
| Salto triplo | Gabriela Petrova Bulgaria                                                     | 13,55 m     | Elina Torro Finlandia                                                   | 13,45 m     | Susana Costa Portogallo                                       | 13,37 m     |
| Lanci |                                                                               |             |                                                                         |             |                                                               |             |
| Getto del peso | Radoslava Mavrodieva Bulgaria                                                 | 18,36 m     | Anca Heltne Romania                                                     | 17,51 m     | Anita Márton Ungheria                                         | 17,37 m     |
| Lancio del disco | Nicoleta Grasu Romania                                                        | 57,34 m     | Anita Márton Ungheria                                                   | 56,43 m     | Sofia Larsson Svezia                                          | 55,96 m     |
| Lancio del martello | Éva Orbán Ungheria                                                            | 68,57 m     | Bianca Perie Romania                                                    | 67,51 m     | Tereza Králová Rep. Ceca                                      | 65,88 m     |
| Lancio del giavellotto | Oona Sormunen Finlandia                                                       | 56,04 m     | Eliza Toader Romania                                                    | 55,89 m     | Sílvia Cruz Portogallo                                        | 53,11 m     |
| miglior prestazione mondiale under 20; miglior prestazione mondiale stagionale under 20; record europeo; miglior prestazione europea stagionale; record europeo under 20; record europeo stagionale under 20; record dei campionati; record nazionale; record nazionale under 20; record nazionale under 18; record personale; record personale stagionale. |                                                                               |             |                                                                         |             |                                                               |             |

## Second League

### Classifica
| Pos. | Nazione   | Punti | Note                       |
| ---- | --------- | ----- | -------------------------- |
| 1    | Slovenia  | 221   | Promosse in First League   |
| 2    | Lituania  | 209   | Promosse in First League   |
| 3    | Serbia    | 192   |                            |
| 4    | Croazia   | 178,5 |                            |
| 5    | Danimarca | 171,5 |                            |
| 6    | Austria   | 161   |                            |
| 7    | Cipro     | 155   | Retrocesse in Third League |
| 8    | Israele   | 150   | Retrocesse in Third League |

### Tabella punti
| Specialità             | Specialità | AUT | HRV   | CYP | DNK   | ISR | LTU | SRB | SVN |
| ---------------------- | ---------- | --- | ----- | --- | ----- | --- | --- | --- | --- |
| 100 metri              | Uomini     | 3   | 7     | 4   | 1     | 5   | 8   | 2   | 6   |
| 100 metri              | Donne      | 4   | 3     | 7   | 2     | 5   | 8   | 1   | 6   |
| 200 metri              | Uomini     | 2   | 5     | 3   | 7     | 1   | 6   | 4   | 8   |
| 200 metri              | Donne      | 2   | 3     | 8   | 1     | 6   | 7   | 4   | 5   |
| 400 metri              | Uomini     | 1   | 4     | 3   | 8     | 7   | 2   | 6   | 5   |
| 400 metri              | Donne      | 3   | 6     | 4   | 2     | 1   | 8   | 5   | 7   |
| 800 metri              | Uomini     | 6   | 4     | 3   | 8     | 5   | 1   | 7   | 2   |
| 800 metri              | Donne      | 3   | 1     | 7   | 2     | 5   | 8   | 6   | 4   |
| 1.500 metri            | Uomini     | 8   | 1     | 4   | 7     | 6   | 2   | 5   | 3   |
| 1.500 metri            | Donne      | 4   | 2     | 6   | 3     | 1   | 7   | 8   | 5   |
| 3.000 metri            | Uomini     | 7   | 5     | 6   | 2     | 4   | 1   | 8   | 3   |
| 3.000 metri            | Donne      | 6   | 1     | 2   | 3     | 4   | 5   | 8   | 7   |
| 5.000 metri            | Uomini     | 8   | 4     | 1   | 3     | 7   | 2   | 6   | 5   |
| 5.000 metri            | Donne      | 4   | 6     | 1   | 3     | 2   | 7   | 8   | 5   |
| 3.000 metri siepi      | Uomini     | 5   | 2     | 1   | 8     | 4   | 7   | 3   | 6   |
| 3.000 metri siepi      | Donne      | 3   | 4     | 2   | 6     | 1   | 7   | 5   | 8   |
| 110/100 metri ostacoli | Uomini     | 4   | 1     | 8   | 7     | 3   | 2   | 6   | 5   |
| 110/100 metri ostacoli | Donne      | 4   | 6     | 2   | 5     | 1   | 7   | 3   | 8   |
| 400 m ostacoli         | Uomini     | 7   | 3     | 2   | 6     | 5   | 1   | 8   | 4   |
| 400 m ostacoli         | Donne      | 6   | 2     | 3   | 7     | 1   | 8   | 4   | 5   |
| Staffetta 4×100 metri  | Uomini     | 7   | 4     | 2   | 3     | 5   | 8   | 1   | 6   |
| Staffetta 4×100 metri  | Donne      | 6   | 5     | 0   | 2     | 3   | 7   | 4   | 8   |
| Staffetta 4×400 metri  | Uomini     | 1   | 3     | 4   | 6     | 7   | 2   | 8   | 5   |
| Staffetta 4×400 metri  | Donne      | 4   | 6     | 2   | 1     | 3   | 8   | 5   | 7   |
| Salto in alto          | Uomini     | 0   | 4     | 2,5 | 2,5   | 6   | 8   | 5   | 7   |
| Salto in alto          | Donne      | 4   | 8     | 5   | 1     | 6   | 7   | 2   | 3   |
| Salto con l'asta       | Uomini     | 5   | 7     | 6   | 8     | 3   | 2   | 1   | 4   |
| Salto con l'asta       | Donne      | 6   | 2,5   | 2,5 | 7     | 4   | 1   | 5   | 8   |
| Salto in lungo         | Uomini     | 2   | 6     | 1   | 7     | 3   | 8   | 4   | 5   |
| Salto in lungo         | Donne      | 3   | 4     | 8   | 5     | 1   | 6   | 2   | 7   |
| Salto triplo           | Uomini     | 5   | 1     | 6   | 7     | 8   | 2   | 3   | 4   |
| Salto triplo           | Donne      | 5   | 7     | 2   | 3     | 1   | 6   | 4   | 8   |
| Getto del peso         | Uomini     | 2   | 7     | 3   | 1     | 4   | 6   | 8   | 5   |
| Getto del peso         | Donne      | 1   | 8     | 4   | 5     | 6   | 7   | 3   | 2   |
| Lancio del disco       | Uomini     | 7   | 6     | 8   | 2     | 4   | 5   | 3   | 1   |
| Lancio del disco       | Donne      | 1   | 8     | 5   | 4     | 3   | 7   | 6   | 2   |
| Lancio del martello    | Uomini     | 1   | 6     | 7   | 4     | 3   | 5   | 2   | 8   |
| Lancio del martello    | Donne      | 2   | 4     | 7   | 6     | 3   | 1   | 5   | 8   |
| Lancio del giavellotto | Uomini     | 4   | 6     | 1   | 3     | 2   | 5   | 7   | 8   |
| Lancio del giavellotto | Donne      | 5   | 6     | 2   | 3     | 1   | 4   | 7   | 8   |
| Paese                  | Paese      | AUT | HRV   | CYP | DNK   | ISR | LTU | SRB | SVN |
| Totale                 | Totale     | 161 | 178,5 | 155 | 171,5 | 150 | 209 | 192 | 221 |

### Risultati

#### Uomini
| Specialità | Oro                                                                       | Prestazione | Argento                                                          | Prestazione | Bronzo                                                                             | Prestazione |
| Corse piane |                                                                           |             |                                                                  |             |                                                                                    |             |
| 100 metri | Rytis Sakalauskas Lituania                                                | 10"44       | Dario Horvat Croazia                                             | 10"53       | Jan Žumer Slovenia                                                                 | 10"58       |
| 200 metri | Jan Žumer Slovenia                                                        | 21"22       | Nick Ekelund-Arenander Danimarca                                 | 21"25       | Egidijus Dilys Lituania                                                            | 21"27       |
| 400 metri | Nick Ekelund-Arenander Danimarca                                          | 45"93       | Donald Sanford Israele                                           | 46"56       | Miloš Raović Serbia                                                                | 47"07       |
| 800 metri | Nick Jensen Danimarca                                                     | 1'52"40     | Nemanja Kojić Serbia                                             | 1'52"63     | Andreas Rapatz Austria                                                             | 1'52"73     |
| 1.500 metri | Andreas Vojta Austria                                                     | 3'50"53     | Andreas Bueno Danimarca                                          | 3'50"78     | Yimer Getahun Israele                                                              | 3'50"84     |
| 3.000 metri | Mirko Petrović Serbia                                                     | 8'27"75     | Lukas Pallitsch Austria                                          | 8'28"07     | Amine Khadiri Cipro                                                                | 8'28"84     |
| 5.000 metri | Brenton Rowe Austria                                                      | 14'09"30    | Tasama Moogas Israele                                            | 14'19"39    | Jasmin Ljajic Serbia                                                               | 14'50"65    |
| Corse a ostacoli |                                                                           |             |                                                                  |             |                                                                                    |             |
| 3000 metri siepi | Otto Hesselbjerg Danimarca                                                | 8'44"55     | Justinas Beržanskis Lituania                                     | 8'45"36     | Blaž Grad Slovenia                                                                 | 8'47"75     |
| 110 metri ostacoli | Milan Trajkovic Cipro                                                     | 13"67       | Andreas Martinsen Danimarca                                      | 13"68       | Milan Ristić Serbia                                                                | 13"93       |
| 400 metri ostacoli | Emir Bekrić Serbia                                                        | 49"98       | Thomas Kain Austria                                              | 51"80       | Christian Laugesen Danimarca                                                       | 52"00       |
| Staffette |                                                                           |             |                                                                  |             |                                                                                    |             |
| Staffetta 4x100 m | Lituania Egidijus Dylis Rytis Sakalauskas Kostas Skrabulis Lukas Gaudutis | 39"83       | Austria Manuel Prazak Markus Fuchs Benjamin Grill Ekemini Bassey | 40"45       | Slovenia Luka Žontar Gregor Kokalovič Blaž Brulc Jan Žumer                         | 40"65       |
| Staffetta 4x400 m | Serbia Ivan Marković Miloš Raović Dino Dodig Emir Bekrić                  | 3'08"73     | Israele Amit Cohen Donald Sanford Hai Cohen Maor Szeged          | 3'09"93     | Danimarca Christian Laugesen Christian Clausen Nicklas Hyde Nick Ekelund-Arenander | 3'10"60     |
| Salti |                                                                           |             |                                                                  |             |                                                                                    |             |
| Salto in alto | Raivydas Stanys Lituania                                                  | 2,21 m      | Rožle Prezelj Slovenia                                           | 2,18 m      | Dmitriy Kroyter Israele                                                            | 2,18 m      |
| Salto con l'asta | Rasmus Jørgensen Danimarca                                                | 5,65 m      | Ivan Horvat Croazia                                              | 5,40 m      | Nikandros Stylianou Cipro                                                          | 5,40 m      |
| Salto in lungo | Marius Rudys Lituania                                                     | 7,74 m      | Morten Jensen Danimarca                                          | 7,74 m      | Marko Prugovečki Croazia                                                           | 7,65 m      |
| Salto triplo | Yochai Halevi Israele                                                     | 16,73 m     | Peder P. Nielsen Danimarca                                       | 16,06 m     | Panayiotis Volou Cipro                                                             | 16,06 m     |
| Lanci |                                                                           |             |                                                                  |             |                                                                                    |             |
| Getto del peso | Asmir Kolašinac Serbia                                                    | 20,37 m     | Marin Premeru Croazia                                            | 19,56 m     | Šarūnas Banevičius Lituania                                                        | 19,21 m     |
| Lancio del disco | Apostolos Parellīs Cipro                                                  | 60,17 m     | Gerhard Mayer Austria                                            | 59,58 m     | Marin Premeru Croazia                                                              | 58,83 m     |
| Lancio del martello | Primož Kozmus Slovenia                                                    | 72,92 m     | Konstadinos Stathelakos Cipro                                    | 68,80 m     | Andras Haklits Croazia                                                             | 68,16 m     |
| Lancio del giavellotto | Matija Kranjc Slovenia                                                    | 73,36 m     | Vedran Samac Serbia                                              | 71,80 m     | Roko Zemunik Croazia                                                               | 67,35 m     |
| miglior prestazione mondiale under 20; miglior prestazione mondiale stagionale under 20; record europeo; miglior prestazione europea stagionale; record europeo under 20; record europeo stagionale under 20; record dei campionati; record nazionale; record nazionale under 20; record nazionale under 18; record personale; record personale stagionale. |                                                                           |             |                                                                  |             |                                                                                    |             |

#### Donne
| Specialità | Oro                                                                          | Prestazione | Argento                                                                          | Prestazione | Bronzo                                                                | Prestazione |
| Corse piane |                                                                              |             |                                                                                  |             |                                                                       |             |
| 100 metri | Lina Grinčikaitė Lituania                                                    | 11"31       | Eleni Artymata Cipro                                                             | 11"41       | Kristina Žumer Slovenia                                               | 11"50       |
| 200 metri | Eleni Artymata Cipro                                                         | 23"15       | Lina Grinčikaitė Lituania                                                        | 23"39       | Olga Lenskiy Israele                                                  | 23"68       |
| 400 metri | Agnė Šerkšnienė Lituania                                                     | 52"81       | Liona Rebernik Slovenia                                                          | 53"63       | Anita Banović Croazia                                                 | 53v91       |
| 800 metri | Eglė Balčiūnaitė Lituania                                                    | 2'03"05     | Natalia Evangelidou Cipro                                                        | 2'03"83     | Amela Terzić Serbia                                                   | 2'04"67     |
| 1.500 metri | Amela Terzić Serbia                                                          | 4'26"73     | Natalija Piliušina Lituania                                                      | 4'26"83     | Natalia Evangelidou Cipro                                             | 4'28"86     |
| 3.000 metri | Sonja Stolić Serbia                                                          | 9'27"69     | Sonja Roman Slovenia                                                             | 9'28"32     | Jennifer Wenth Austria                                                | 9'38"53     |
| 5.000 metri | Olivera Jevtić Serbia                                                        | 15'59"94    | Vaida Žūsinaitė Lituania                                                         | 16'16"42    | Lisa Stublić Croazia                                                  | 16'19"11    |
| Corse a ostacoli |                                                                              |             |                                                                                  |             |                                                                       |             |
| 3000 metri siepi | Maruša Mišmaš Slovenia                                                       | 9'58"93     | Vaida Žūsinaitė Lituania                                                         | 10'11"82    | Simone Glad Danimarca                                                 | 10'29"47    |
| 100 metri ostacoli | Marina Tomić Slovenia                                                        | 13"28       | Sonata Tamošaitytė Lituania                                                      | 13"63       | Marina Banović Croazia                                                | 13"92       |
| 400 metri ostacoli | Eglė Staišiūnaitė Lituania                                                   | 57"75       | Stina Trøst Danimarca                                                            | 57"95       | Verena Menapace Austria                                               | 1'00"16     |
| Staffette |                                                                              |             |                                                                                  |             |                                                                       |             |
| Staffetta 4x100 m | Slovenia Kaja Debevec Tina Jureš Kristina Žumer Sabina Veit                  | 44"73       | Lituania Modesta Morauskaitė Agnė Šerkšnienė Sonata Tamošaitytė Lina Grinčikaitė | 44"84       | Austria Beate Schrott Doris Röser Marina Kraushofer Linda Thoms       | 45"18       |
| Staffetta 4x400 m | Lituania Eva Misiūnaitė Eglė Balčiūnaitė Modesta Morauskaitė Agnė Šerkšnienė | 3'35"11     | Slovenia Anja Benko Eva Trošt Maja Pogorevc Liona Rebernik                       | 3'39"57     | Croazia Romana Tea Kirinić Marija Hižman Kristina Dudek Anita Banović | 3'39"61     |
| Salti |                                                                              |             |                                                                                  |             |                                                                       |             |
| Salto in alto | Ana Šimić Croazia                                                            | 1,93 m      | Airinė Palšytė Lituania                                                          | 1,88 m      | Ma'ayan Shahaf Israele                                                | 1,88 m      |
| Salto con l'asta | Tina Šutej Slovenia                                                          | 4,30 m      | Caroline Bonde Holm Danimarca                                                    | 4,25 m      | Kira Grünberg Austria                                                 | 4,15 m      |
| Salto in lungo | Nektaria Panagi Cipro                                                        | 6,46 m      | Snežana Rodič Slovenia                                                           | 6,37 m      | Jogaile Petrokaite Lituania                                           | 6,16 m      |
| Salto triplo | Snežana Rodič Slovenia                                                       | 14,07 m     | Sonja Krnjeta Croazia                                                            | 13,46 m     | Asta Daukšaitė Lituania                                               | 13,02 m     |
| Lanci |                                                                              |             |                                                                                  |             |                                                                       |             |
| Getto del peso | Valentina Mužarić Croazia                                                    | 17,29 m     | Austra Skujytė Lituania                                                          | 16,52 m     | Annastasia Muchkaev Israele                                           | 15,90 m     |
| Lancio del disco | Sandra Perković Croazia                                                      | 65,77 m     | Zinaida Sendriūtė Lituania                                                       | 63,03 m     | Dragana Tomašević Serbia                                              | 59,88 m     |
| Lancio del martello | Barbara Špiler Slovenia                                                      | 68,22 m     | Paraskevi Theodorou Cipro                                                        | 60,63 m     | Meiken Greve Danimarca                                                | 57,44 m     |
| Lancio del giavellotto | Martina Ratej Slovenia                                                       | 62,60 m     | Tatjana Jelača Serbia                                                            | 56,88 m     | Sara Kolak Croazia                                                    | 56,32 m     |
| miglior prestazione mondiale under 20; miglior prestazione mondiale stagionale under 20; record europeo; miglior prestazione europea stagionale; record europeo under 20; record europeo stagionale under 20; record dei campionati; record nazionale; record nazionale under 20; record nazionale under 18; record personale; record personale stagionale. |                                                                              |             |                                                                                  |             |                                                                       |             |

## Third League

### Classifica
| Pos. | Nazione              | Punti | Note                      |
| ---- | -------------------- | ----- | ------------------------- |
| 1    | Slovacchia           | 531,5 | Promosse in Second League |
| 2    | Lettonia             | 484,5 | Promosse in Second League |
| 3    | Moldavia             | 455,5 |                           |
| 4    | Islanda              | 430,5 |                           |
| 5    | Lussemburgo          | 396,5 |                           |
| 6    | Bosnia ed Erzegovina | 352   |                           |
| 7    | Georgia              | 338   |                           |
| 8    | Azerbaigian          | 312,5 |                           |
| 9    | Armenia              | 301   |                           |
| 10   | Montenegro           | 275   |                           |
| 11   | Malta                | 243,5 |                           |
| 12   | Macedonia            | 190,5 |                           |
| 13   | Andorra              | 149   |                           |
| 14   | AASSE                | 130,5 |                           |
| 15   | Albania              | 65,5  |                           |

### Tabella punti
| Specialità             | Specialità | AAS   | ALB  | AND | ARM | AZE   | BIH | GEO | ISL   | LVA   | LUX   | MKD 1995-2019 | MLT   | MDA   | MNE | SVK   |
| ---------------------- | ---------- | ----- | ---- | --- | --- | ----- | --- | --- | ----- | ----- | ----- | ------------- | ----- | ----- | --- | ----- |
| 100 metri              | Uomini     | 5     | 2    | 4   | 0   | 13    | 9   | 7   | 11    | 10    | 3     | 14            | 8     | 12    | 6   | 15    |
| 100 metri              | Donne      | 8     | 2    | 5   | 10  | 9     | 6   | 3   | 14    | 12    | 15    | 1             | 11    | 7     | 4   | 13    |
| 200 metri              | Uomini     | 3     | 0    | 2   | 5   | 13    | 9   | 10  | 14    | 12    | 6     | 8             | 7     | 11    | 4   | 15    |
| 200 metri              | Donne      | 0     | 3    | 4   | 12  | 7     | 8   | 2   | 11    | 13    | 9     | 5             | 10    | 14    | 6   | 15    |
| 400 metri              | Uomini     | 2     | 4    | 1   | 12  | 14    | 13  | 11  | 7     | 15    | 5     | 9             | 3     | 8     | 6   | 10    |
| 400 metri              | Donne      | 0     | 9    | 2   | 10  | 8     | 6   | 4   | 13    | 14    | 7     | 3             | 11    | 15    | 5   | 12    |
| 800 metri              | Uomini     | 2     | 0    | 4   | 8   | 9     | 15  | 10  | 12    | 14    | 7     | 5             | 3     | 11    | 6   | 13    |
| 800 metri              | Donne      | 0     | 0    | 3   | 5   | 11    | 4   | 10  | 15    | 7     | 13    | 8             | 9     | 14    | 6   | 12    |
| 1.500 metri            | Uomini     | 4     | 0    | 2   | 13  | 5     | 9   | 11  | 12    | 7     | 10    | 3             | 8     | 15    | 6   | 14    |
| 1.500 metri            | Donne      | 0     | 0    | 5   | 6   | 3     | 14  | 12  | 15    | 10    | 9     | 4             | 7     | 13    | 8   | 11    |
| 3.000 metri            | Uomini     | 0     | 8    | 9   | 10  | 2     | 6   | 7   | 11    | 12    | 15    | 3             | 5     | 14    | 4   | 13    |
| 3.000 metri            | Donne      | 5     | 0    | 3   | 6   | 15    | 12  | 2   | 13    | 10    | 9     | 4             | 8     | 7     | 14  | 11    |
| 5.000 metri            | Uomini     | 2     | 0    | 11  | 9   | 4     | 8   | 5   | 12    | 14    | 13    | 6             | 3     | 15    | 7   | 10    |
| 5.000 metri            | Donne      | 0     | 0    | 4   | 6   | 15    | 7   | 8   | 13    | 10    | 9     | 0             | 11    | 5     | 14  | 12    |
| 3.000 metri siepi      | Uomini     | 1     | 4    | 8   | 10  | 12    | 13  | 5   | 9     | 7     | 14    | 3             | 6     | 15    | 2   | 11    |
| 3.000 metri siepi      | Donne      | 0     | 0    | 0   | 0   | 0     | 15  | 14  | 8     | 11    | 9     | 0             | 10    | 12    | 7   | 13    |
| 110/100 metri ostacoli | Uomini     | 6     | 7,5  | 4   | 3   | 0     | 9   | 15  | 7,5   | 13    | 12    | 5             | 0     | 10    | 11  | 14    |
| 110/100 metri ostacoli | Donne      | 4     | 0    | 3   | 12  | 11    | 14  | 7   | 10    | 15    | 8     | 5             | 0     | 9     | 6   | 13    |
| 400 metri ostacoli     | Uomini     | 5     | 4    | 1   | 7   | 11    | 8   | 10  | 9     | 12    | 13    | 2             | 3     | 15    | 6   | 14    |
| 400 metri ostacoli     | Donne      | 0     | 0    | 4   | 14  | 8     | 9   | 6   | 11    | 10    | 13    | 7             | 0     | 12    | 5   | 15    |
| Staffetta 4×100 metri  | Uomini     | 8     | 0    | 6   | 0   | 0     | 0   | 13  | 5     | 11    | 9,5   | 9,5           | 12    | 14    | 7   | 15    |
| Staffetta 4×100 metri  | Donne      | 4     | 0    | 0   | 9   | 7     | 8   | 6   | 14    | 11,5  | 13    | 5             | 11,5  | 10    | 0   | 15    |
| Staffetta 4×400 metri  | Uomini     | 3     | 1    | 2   | 7   | 11    | 8   | 15  | 9     | 14    | 10    | 4             | 6     | 12    | 5   | 13    |
| Staffetta 4×400 metri  | Donne      | 0     | 0    | 3   | 10  | 7     | 9   | 5   | 14    | 11    | 12    | 6             | 8     | 13    | 4   | 15    |
| Salto in alto          | Uomini     | 8     | 0    | 2   | 5   | 10    | 9   | 15  | 4     | 11,5  | 11,5  | 7             | 3     | 13,5  | 6   | 13,5  |
| Salto in alto          | Donne      | 7,5   | 0    | 5   | 6   | 7,5   | 12  | 3   | 11    | 15    | 9     | 10            | 2     | 4     | 14  | 13    |
| Salto con l'asta       | Uomini     | 8     | 0    | 12  | 0   | 7     | 0   | 6   | 13    | 15    | 10    | 0             | 5     | 11    | 9   | 14    |
| Salto con l'asta       | Donne      | 11    | 0    | 0   | 0   | 10    | 0   | 0   | 9     | 13,5  | 13,5  | 0             | 0     | 12    | 0   | 15    |
| Salto in lungo         | Uomini     | 7     | 11   | 1   | 14  | 10    | 3   | 9   | 6     | 15    | 5     | 4             | 2     | 12    | 8   | 13    |
| Salto in lungo         | Donne      | 1     | 5    | 3   | 11  | 7     | 8   | 6   | 12    | 13    | 9     | 2             | 14    | 10    | 4   | 15    |
| Salto triplo           | Uomini     | 0     | 5    | 0   | 14  | 15    | 3   | 11  | 8     | 12    | 9     | 4             | 7     | 13    | 6   | 10    |
| Salto triplo           | Donne      | 0     | 0    | 3   | 12  | 7     | 10  | 9   | 6     | 14    | 8     | 4             | 11    | 13    | 5   | 15    |
| Getto del peso         | Uomini     | 2     | 0    | 3   | 8   | 7     | 13  | 4   | 14    | 9     | 15    | 5             | 6     | 10    | 12  | 11    |
| Getto del peso         | Donne      | 2     | 0    | 3   | 5   | 4     | 12  | 15  | 13    | 11    | 10    | 7             | 6     | 9     | 8   | 14    |
| Lancio del disco       | Uomini     | 0     | 0    | 4   | 8   | 6     | 12  | 7   | 11    | 13    | 10    | 0             | 5     | 9     | 15  | 14    |
| Lancio del disco       | Donne      | 8     | 0    | 2   | 5   | 3     | 11  | 15  | 4     | 12    | 6     | 7             | 9     | 10    | 13  | 14    |
| Lancio del martello    | Uomini     | 0     | 0    | 6   | 7   | 14    | 8   | 11  | 9     | 13    | 10    | 5             | 3     | 12    | 4   | 15    |
| Lancio del martello    | Donne      | 3     | 0    | 8   | 10  | 0     | 11  | 9   | 13    | 12    | 7     | 4             | 6     | 14    | 5   | 15    |
| Lancio del giavellotto | Uomini     | 4     | 0    | 3   | 9   | 5     | 10  | 12  | 14    | 15    | 8     | 6             | 2     | 11    | 7   | 13    |
| Lancio del giavellotto | Donne      | 7     | 0    | 4   | 3   | 5     | 11  | 8   | 14    | 15    | 12    | 6             | 2     | 9     | 10  | 13    |
| Paese                  | Paese      | AAS   | ALB  | AND | ARM | AZE   | BIH | GEO | ISL   | LVA   | LUX   | MKD 1995-2019 | MLT   | MDA   | MNE | SVK   |
| Totale                 | Totale     | 130,5 | 65,5 | 149 | 301 | 312,5 | 352 | 338 | 430,5 | 484,5 | 396,5 | 190,5         | 243,5 | 455,5 | 275 | 531,5 |

### Risultati

#### Uomini
| Specialità | Oro                            | Prestazione | Argento                          | Prestazione | Bronzo                               | Prestazione |
| Corse piane |                                |             |                                  |             |                                      |             |
| 100 metri | Adam Zavacký Slovacchia        | 10"52       | Riste Pandev Macedonia           | 10"75       | Vadim Ryabikhin Azerbaigian          | 10"76       |
| 200 metri | Roman Turčáni Slovacchia       | 21"12       | Kolbeinn Gunnarsson Islanda      | 21"60       | Vadim Ryabikhin Azerbaigian          | 21"61       |
| 400 metri | Jānis Leitis Lettonia          | 47"36       | Hakim Ibrahimov Azerbaigian      | 47"59       | Amel Tuka Bosnia ed Erzegovina       | 47"73       |
| 800 metri | Amel Tuka Bosnia ed Erzegovina | 1'51"11     | Renārs Stepiņš Lettonia          | 1'51"37     | Tomáš Timoranský Slovacchia          | 1'51"58     |
| 1.500 metri | Ion Siuris Moldavia            | 3'49"80     | Jozef Pelikán Slovacchia         | 3'53"14     | Ashot Hayrapetyan Armenia            | 3'53"33     |
| 3.000 metri | David Karonei Lussemburgo      | 8'19"34     | Roman Prodius Moldavia           | 8'20"79     | Jaroslav Szabo Slovacchia            | 8'22"93     |
| 5.000 metri | Roman Prodius Moldavia         | 14'31"51    | Jānis Viškers Lettonia           | 14'35"80    | Pol Melina Lussemburgo               | 14'44"14    |
| Corse a ostacoli |                                |             |                                  |             |                                      |             |
| 3000 metri siepi | Vitalie Gheorghita Moldavia    | 9'05"43     | Pascal Groben Lussemburgo        | 9'13"19     | Osman Junuzović Bosnia ed Erzegovina | 9'24"40     |
| 110 metri ostacoli | David Ilariani Georgia         | 13"99       | Viliam Papšo Slovacchia          | 14"03       | Jānis Jansons Lettonia               | 14"54       |
| 400 metri ostacoli | Alexei Cravenco Moldavia       | 50"82       | Martin Kučera Slovacchia         | 50"95       | Jacques Frisch Lussemburgo           | 51"16       |
| Staffette |                                |             |                                  |             |                                      |             |
| Staffetta 4x100 m | Slovacchia                     | 40"78       | Moldavia                         | 41"13       | Georgia                              | 42"05       |
| Staffetta 4x400 m | Georgia                        | 3'12"38     | Lettonia                         | 3'12"78     | Slovacchia                           | 3'13"08     |
| Salti |                                |             |                                  |             |                                      |             |
| Salto in alto | Zurab Gogochuri Georgia        | 2,20 m      | Peter Horák Slovacchia           | 2,15 m      | Andrei Miticov Moldavia              | 2,15 m      |
| Salto con l'asta | Mareks Ārents Lettonia         | 5,40 m      | Ján Zmoray Slovacchia            | 5,10 m      | Mark Johnson Islanda                 | 5,10 m      |
| Salto in lungo | Elvijs Misāns Lettonia         | 7,89 m      | Vardan Pahlevanyan Armenia       | 7,74 m      | Tomáš Veszelka Slovacchia            | 7,43 m      |
| Salto triplo | Murad Ibadullayev Azerbaigian  | 15,76 m     | Levon Aghasyan Armenia           | 15,67 m     | Vladimir Letnicov Moldavia           | 15,52 m     |
| Lanci |                                |             |                                  |             |                                      |             |
| Getto del peso | Bob Bertemes Lussemburgo       | 18,02 m     | Óðinn Björn Þorsteinsson Islanda | 17,81 m     | Mesud Pezer Bosnia ed Erzegovina     | 17,58 m     |
| Lancio del disco | Danijel Furtula Montenegro     | 56,52 m     | Matej Gašaj Slovacchia           | 55,43 m     | Oskars Vaisjūns Lettonia             | 51,70 m     |
| Lancio del martello | Marcel Lomnický Slovacchia     | 74,98 m     | Dzmitry Marshyn Azerbaigian      | 71,48 m     | Igors Sokolovs Lettonia              | 71,21 m     |
| Lancio del giavellotto | Rolands Štrobinders Lettonia   | 79,14 m     | Gudmundur Sverisson Islanda      | 76,35 m     | Patrik Ženúch Slovacchia             | 72,87 m     |
| miglior prestazione mondiale under 20; miglior prestazione mondiale stagionale under 20; record europeo; miglior prestazione europea stagionale; record europeo under 20; record europeo stagionale under 20; record dei campionati; record nazionale; record nazionale under 20; record nazionale under 18; record personale; record personale stagionale. |                                |             |                                  |             |                                      |             |

#### Donne
| Specialità | Oro                                     | Prestazione | Argento                                 | Prestazione | Bronzo                        | Prestazione |
| Corse piane |                                         |             |                                         |             |                               |             |
| 100 metri | Tiffany Tshilumba Lussemburgo           | 11"98       | Hafdí Sigurdardóttir Islanda            | 12"04       | Alexandra Bezeková Slovacchia | 12"06       |
| 200 metri | Lenka Kršáková Slovacchia               | 24"03       | Olesea Cojuhari Moldavia                | 24"12       | Gunt Latiševa-Čudare Lettonia | 24"45       |
| 400 metri | Olesea Cojuhari Moldavia                | 52"65       | Gunt Latiševa-Čudare Lettonia           | 53"71       | Hafdí Sigurdardóttir Islanda  | 54"03       |
| 800 metri | Aníta Hinriksdóttir Islanda             | 2'01"17     | Olga Zaporojan Moldavia                 | 2'07"99     | Charline Mathias Lussemburgo  | 2'08"18     |
| 1.500 metri | Aníta Hinriksdóttir Islanda             | 4'16"51     | Biljana Cvijanović Bosnia ed Erzegovina | 4'24"83     | Olga Zaporojan Moldavia       | 4'33"48     |
| 3.000 metri | Tsehynesh Tsenga Azerbaigian            | 9'31"74     | Slađana Perunović Montenegro            | 9'33"83     | Arndí Hafthorsdóttir Islanda  | 10'04"75    |
| 5.000 metri | Tsehynesh Tsenga Azerbaigian            | 16'29"29    | Slađana Perunović Montenegro            | 16'51"99    | Arndí Hafthorsdóttir Islanda  | 17'26"11    |
| Corse a ostacoli |                                         |             |                                         |             |                               |             |
| 3000 metri siepi | Biljana Cvijanović Bosnia ed Erzegovina | 10'17"77    | Giuli Dekanadze Georgia                 | 11'14"20    | Katarina Pokorná Slovacchia   | 11'27"89    |
| 100 metri ostacoli | Laura Ikauniece Lettonia                | 13"63       | Gorana Cvijetić Bosnia ed Erzegovina    | 13"92       | Lucia Mokrášová Slovacchia    | 13"93       |
| 400 metri ostacoli | Lucia Slaníčková Slovacchia             | 58"62       | Armaliya Sharoyan Armenia               | 1'00"05     | Kim Reuland Lussemburgo       | 1'00"21     |
| Staffette |                                         |             |                                         |             |                               |             |
| Staffetta 4x100 m | Slovacchia                              | 46"13       | Islanda                                 | 46"52       | Lussemburgo                   | 47"15       |
| Staffetta 4x400 m | Slovacchia                              | 3'38"95     | Islanda                                 | 3'39"14     | Moldavia                      | 3'46"00     |
| Salti |                                         |             |                                         |             |                               |             |
| Salto in alto | Undine Dindune Lettonia                 | 1,81 m      | Marija Vuković Montenegro               | 1,76 m      | Iveta Srnková Slovacchia      | 1,73 m      |
| Salto con l'asta | Slavomíra Sľúková Slovacchia            | 3,95 m      | Gina Reuland Lussemburgo                | 3,70 m      | Ilze Bortaščenoka Lettonia    | 3,70 m      |
| Salto in lungo | Jana Velďáková Slovacchia               | 6,41 m      | Rebecca Camilleri Malta                 | 6,30 m      | Mária Griva Lettonia          | 6,12 m      |
| Salto triplo | Dana Velďáková Slovacchia               | 13,74 m     | Mária Griva Lettonia                    | 13,07 m     | Tatiana Cicanci Moldavia      | 13,04 m     |
| Lanci |                                         |             |                                         |             |                               |             |
| Getto del peso | Saolme Rigishvili Georgia               | 15,95 m     | Ivana Krištofičová Slovacchia           | 14,41 m     | Ásdís Hjálmsdóttir Islanda    | 13,65 m     |
| Lancio del disco | Salome Rigishvili Georgia               | 52,47 m     | Ivona Tomanová Slovacchia               | 46,53 m     | Milica Vukadinović Montenegro | 45,01 m     |
| Lancio del martello | Martina Hrašnová Slovacchia             | 71,49 m     | Zalina Marghieva Moldavia               | 71,36 m     | Sandra Pétursdóttir Islanda   | 50,62 m     |
| Lancio del giavellotto | Madara Palameika Lettonia               | 57,07 m     | Ásdís Hjálmsdóttir Islanda              | 53,36 m     | Veronika Ľašová Slovacchia    | 48,96 m     |
| miglior prestazione mondiale under 20; miglior prestazione mondiale stagionale under 20; record europeo; miglior prestazione europea stagionale; record europeo under 20; record europeo stagionale under 20; record dei campionati; record nazionale; record nazionale under 20; record nazionale under 18; record personale; record personale stagionale. |                                         |             |                                         |             |                               |             |